# 畑亜希美
畑 亜希美（はた あきみ、10月5日 - ）は、日本の漫画家。神奈川県出身。

## 経歴
2006年、『プチコミック』7月号増刊に掲載された「彼専用」でデビュー。以後、『プチコミック』本誌などで活躍。
2020年、『30禁』が『30禁 それは30歳未満お断りの恋。』のタイトルで松井玲奈の主演によりドラマ化され、FOD（フジテレビオンデマンド）で配信。

## 作品リスト
特記のない限り、小学館・フラワーコミックスαより刊行
- ベイビー☆お手をどうぞ（2008年、全1巻）
  - 収録作品：「ナチュラルに恋をして」「ぼくのもの」
- ベイビー☆キスをどうぞ（2009年、全2巻）
- 真夜中だけは好きでいて（2010年、全3巻）
  - 収録作品：「個別指導」（1巻）、「つぼみのkiss」（2巻）、「王子は家で待っている」（3巻）
- 2度目の恋は嘘つき（2011年 - 2012年、全5巻）
  - 収録作品：「味見はまだダメ」（1巻）
- いじわるシロップ（2012年 - 2014年、全3巻）
- かたおもい書店(2014年 - 2015年、全3巻)
- わが家は奇跡であふれてる(2016年、全1巻)
- 30禁[2]（2017年 - 2021年、全7巻）
- 清くふしだらな僕ら（2021年 - 2024年、全4巻）
- VS残念ガール（2024年 - 連載中、既刊2巻）